# Dirtcha
Dirtcha (ou Dirtehe) est une localité du Cameroun située dans le département du Mayo-Louti et la Région du Nord, à proximité de la frontière avec le Nigeria. Elle fait partie de l'arrondissement (commune) de Mayo-Oulo et du lamidat de Guirviza.

## Population
Lors du recensement de 2005, la localité comptait 351 habitants. Le Plan communal de développement (PCD) de 2014 avance une population de 615 personnes pour Dirtcha.